# Alkalische fosfatase

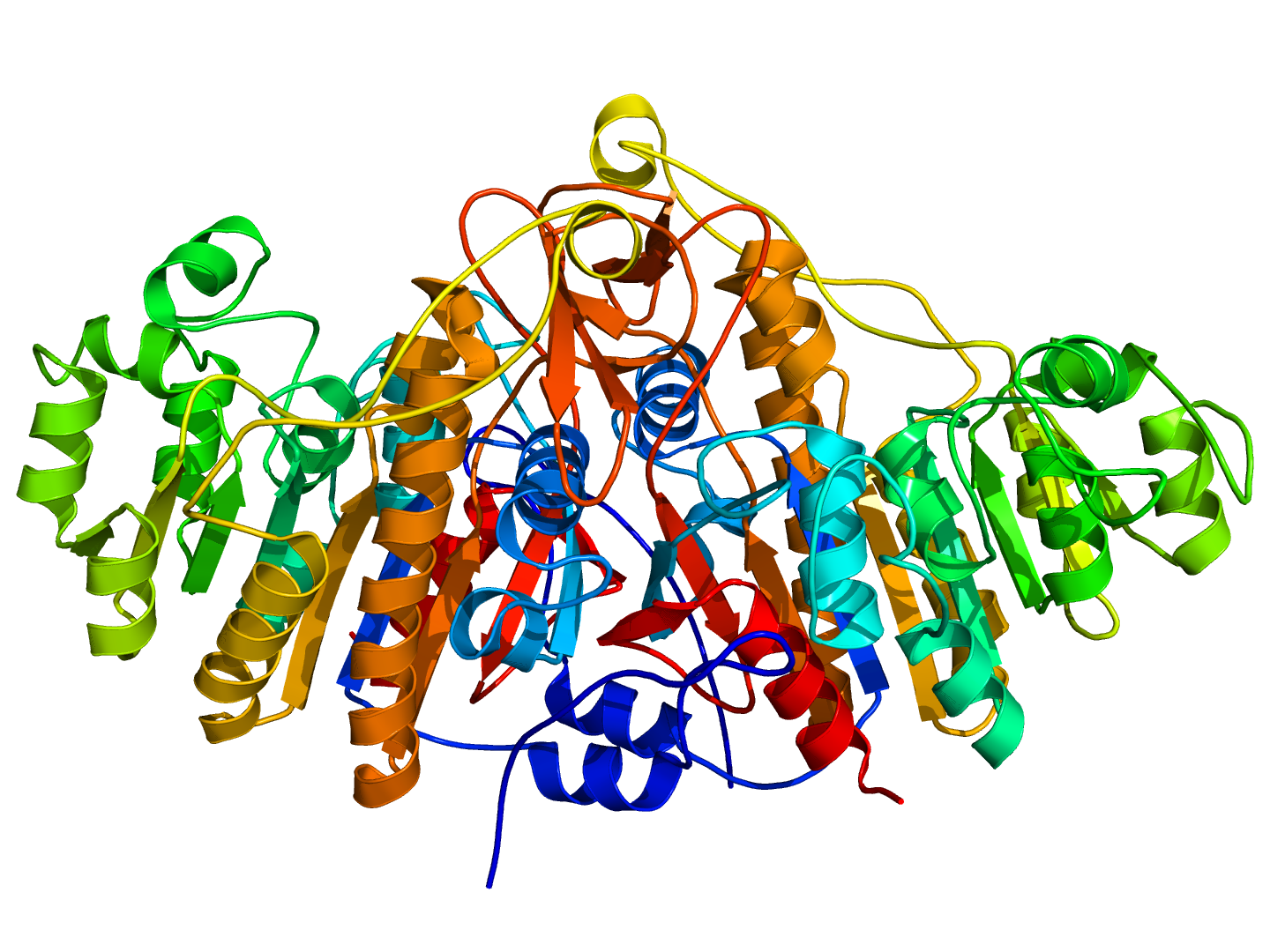
Alkalische fosfatase van E. coli K12

Alkalische fosfatase (AF) is een enzym dat fosfaatgroepen van verschillende moleculen kan verwijderen, zoals nucleotiden, eiwitten, etc. AF is een eiwit dat in een klinisch chemisch laboratorium bepaald wordt. 
Het in het bloed aantoonbare AF is hoofdzakelijk afkomstig van leverparenchym, galwegepitheel en osteoblasten. In mindere mate wordt het ook geproduceerd door darmepitheel, placenta en nierweefsel. Wat botziekten betreft wordt het vaak gezien als maat van de osteoblastenactiviteit.
Alkalische fosfatase wordt dan ook aangevraagd bij de diagnostiek en het vervolgen van leveraandoening, galweg problemen en botziekten. Als naast een verhoogde concentratie alkalische fosfatase ook een verhoogd gamma-glutamyltransferase wordt gemeten kan er sprake zijn van een leveraandoening, terwijl bij een geïsoleerde alkalische fosfatase verhoging sprake kan zijn van een botziekte, zoals de ziekte van Paget.
Verhogingen van het AF in het bloed die niet met "ziekte" zijn geassocieerd, worden gezien tijdens de zwangerschap en in de herstelfase na botbreuken. 